# تپه قلعه گلینه علیا
تپه قلعه گلینه علیا مربوط به دوره نوسنگی - دوره ساسانیان است و در شهرستان کرمانشاه، بخش کوزران، دهستان سنجابی، روستای قلعه گلینه علیا واقع شده و این اثر در تاریخ ۲۷ اسفند ۱۳۸۶ با شمارهٔ ثبت ۲۲۴۲۱ به‌عنوان یکی از آثار ملی ایران به ثبت رسیده است.